# Веселовский, Николай Иванович
Никола́й Ива́нович Весело́вский (12 [24] ноября 1848, Москва — 12 апреля 1918) — русский археолог, востоковед, исследователь истории и археологии Средней Азии. Вёл раскопки в Самарканде, первым исследовал причерноморские и скифские древности, раскопал Келермесские курганы, Майкопский курган и курган Солоха. Первым начал раскопки курганного могильника Клады у станицы Новосвободная. Профессор Петербургского университета (1890), член-корреспондент Императорской Санкт-Петербургской Академии Наук (1914).

## Биография
Николай Веселовский родился в Москве 12 (24) ноября 1848 года, окончил курс в Вологодской гимназии в 1867 году.
В 1869 году поступил в Петербургский университет на факультет восточных языков по арабско-турецкому разряду. За сочинение на тему «О податях и повинностях, налагавшихся монголами на побеждённых народов» получил золотую медаль.
По окончании курса в 1873 году был оставлен при университете; по защите диссертации на степень магистра «Очерк историко-географических сведений о Хивинском ханстве с древнейших времён до настоящего» (СПб., 1877) был утверждён доцентом, а в 1890 году — исправляющим должность ординарного профессора. За это время им напечатаны статьи: «Манкытская династия, ныне царствующая в Бухаре» («Туркестанские ведомости» 1878 г.), «Русские невольники в среднеазиатских ханствах» (ibid. 1879), «Сведения об официальном преподавании восточных языков в России» (в «Трудах III международного съезда ориенталистов», СПб., 1880), «Куликовская битва» («Древняя и новая Россия», 1870 г.), «Приём в России и отпуск среднеазиатских послов в XVII и XVIII столетиях» («Журнал министерства народного просвещения», 1884 г.), «Посольство к зюнгарскому хун-тайчжи Цэван Рабтану капитана от артиллерии Ивана Унковского» («Записки Императорского Русского географического общества по отд. этнографии», 1887), «В. В. Григорьев, по его письмам и трудам» (СПб., 1887), «Рамазан в Самарканде и курбан-байрам в Бухаре» («Исторический вестник», 1888), «Памятники дипломатических сношений Московской Руси с Персией» (СПб., 1890), «Иван Данилович Хохлов, русский посланник в Персию и в Бухару в XVII веке» («Журнал министерства народного просвещения», 1891).
В 1885 году Веселовский был командирован в Туркестанский край с археологической целью. Результаты этой поездки частью обнародованы в изданиях Императорского Русского археологического общества. Николай Иванович вёл раскопки развалин древнего городища, расположенного в непосредственной близости от Самарканда — Афрасиаба. Им было найдено большое количество различных предметов древности, в том числе остатки оссуариев, глиняные и кирпичные стены домов, остатки колодцев, общественных хранилищ воды (хаузов) и водоотводных сооружений. В Самарканде познакомился и сдружился с местным краеведом, коллекционером и купцом Мирзо Бухари, приобрел у него свыше 1000 ценных артефактов. Впоследствии Бухари, вдохновленный знакомством с ученым начал расширять свою коллекцию и передавать экспонаты в музеи, в том числе Эрмитаж.
В 1891—1894 годах Веселовский занимался раскопками самого крупного кургана причерноморской степи — Огуз, а в 1895 году продолжил раскопки на Афрасиабе.
Исследованы в 1892 году на левобережном плато над рекой Салгир группа курганов, в трёх километрах на северо-запад от современной окраины города Симферополя. Группа курганов, к которым принадлежал курган Дорт-Оба дала богатейшие скифские находки.
С 1902 года — действительный статский советник.
С именем Николая Ивановича связано проведение первых научных описаний (фиксаций) выдающихся историко-архитектурных памятников Самарканда. В 1895 году он возглавил экспедицию учёных, архитекторов, художников, которая изготовила чертежи и рисунки мечети Биби-Ханым и мавзолея Гур-Эмир. В 1905 году по материалам этой экспедиции был создан многокрасочный альбом, посвящённый мавзолею Гур-Эмир.
1896 год — Николай Иванович вёл раскопки захоронений близ станицы Белореченская. 1897 год — раскопки кургана близ города Майкоп. Этот курган занимает особое место среди его находок, так как он положил начало открытию майкопской культуры. В Майкопе на пересечении улиц Курганная 32/ Подгорная, стоит памятный знак Майкопскому Кургану и установлена информационная доска. 1898 год — раскопки одного из Ульских курганов (близ аула Уляп) и нашёл в нём богатое погребение местного вождя майкопской культуры.
Последующие 20 лет Николай Иванович активно вёл раскопки в Адыгее. Некоторые обнаруженные им сокровища курганов имеют возраст около 5 тысяч лет. 1917 год — ноябрь, Николай Иванович, закончив очередной сезон раскопок, возвращается в Петроград. Пытается подвести итоги своим научным поискам и находкам. 1918 год — 30 марта, болезнь обрывает его жизнь и деятельность.

## Труды
- Очерк историко-географических сведений о Хивинском ханстве с древнейших времён до настоящего. — СПб., 1877.
- Приём в России и отпуск среднеазиатских послов в XVII и XVIII столетиях // Журнал министерства народного просвещения, 1884.
- Посольство к зюнгарскому хун-тайчжи Цэван Рабтану капитана от артиллерии Ивана Унковского // Записки Императорского Русского географического общества по отд. этнографии, 1887.
- В. В. Григорьев, по его письмам и трудам. — СПб., 1887.
- О надгробном памятнике Тимура (Тамерлана) в Самарканде. — Известия о занятиях VII Археологического съезда в Ярославле, Ярославль, 1887.
- Отчёт Н. И. Веселовского о раскопках Майкопского кургана в 1897 г. // Рукописный архив ИИМК РАН. Фонд 1, 1896 г., д. № 204, л. 52—52 об. // Древние общества Кавказа в эпоху палеометалла (ранние комплексные общества и вопросы культурной трансформации). — СПб., 1997. — С. 44—48. — (Археологические изыскания. Вып. 46).
- Памятники дипломатических сношений Московской Руси с Персией. — СПб., 1890—1898.
- Бадаулет Якуб-бек, аталык Кашгарский. СПб. 1898. Восточная литература. Дата обращения: 11 февраля 2011.
- История Императорского Археологического Общества за 50 лет. — СПб., 1900.
- Курганы Кубанской области в период римского владычества // Труды XII Археологического съезда.
- О местоположении Гюлистана при-Сарайского. — Киев, 1907.
- Танаис Младший // Гермес, 1909.
- Хан из темников Золотой Орды Ногай и его время. — Пг.: Российская Государственная Академическая Типография, 1922. — 64 с.
- Труды по истории Золотой Орды / Под ред. И. М. Миргалеева. — Казань: Изд-во «Фэн» АН РТ, 2010. — 192 с.

## Архив
Фонд Николая Ивановича Веселовского хранится в Российском государственном архиве литературы и искусства под номером 118. Это один из крупных фондов и содержит 1344 единицы хранения. Крайние даты хранимых в фонде документов — с 1649 по 1918 годы. В фонде содержатся рукописи Веселовского — статьи по истории культуры Туркестана, Монголии, Китая, кавказских народов, тетради с записями восточных преданий, легенд и переводов восточных песен. Всего более 300 рукописей.
Также в фонде хранится переписка Веселовского, всего более 300 корреспонентов, семейная переписка. Также в фонде хранятся многочисленные материалы, собранные Н. И. Веселовским: планы, карты, чертежи, фото, зарисовки, связанные с его археологической работой.